# Die Hausfrau

Titelblatt der Probenummer der Zeitschrift "Die Hausfrau" vom September 1877

Die Hausfrau war eine österreichische Frauenzeitschrift, die zwischen 1877 und 1884 in Wien veröffentlicht wurde.
Die Probenummer der Zeitschrift erschien am 8. September 1877, die erste reguläre Ausgabe am 22. September 1877. Bis April 1878 erschien „Die Hausfrau“ jeden Samstag, danach nur noch drei Mal pro Monat. Bestand die Zeitschrift im 2° Format zunächst aus zwölf Seiten, so wurde der Umfang 1878 auf acht Seiten und ab 1880 auf sechs Seiten reduziert. Der Zusatztitel der Zeitschrift lautete zunächst Blätter für Haus und Wirthschaft, wobei die Zeitschrift mit dem „belletristischen Beiblatte“ Der Damen-Salon. Organ für die gesammten Frauen-Interessen erschien. Die Beilage des „Damen-Salons“ wurde bis September 1878 herausgegeben, des Weiteren wurde der Hausfrau von 1879 bis 1880 das Allgemeine Bade-Blatt für die Frauenwelt beigelegt.
Mit der Ausgabe am 11. Mai 1878 wurde dem Titel Die Hausfrau. Blätter für Haus und Wirthschaft noch der Zusatz Organ für die Interessen der Mitglieder des Ersten Wiener Consum-Vereines sowie für die Gesamtinteressen der Frauen eingeführt. Ab 20. September 1878 wurde der erste Zusatz erweitert, sodass die Zeitschrift als Die Hausfrau. Blätter für Haus und Wirthschaft, Unterhaltung und Mode erschien. Die letzte Titeländerung erfolgte im April 1879. Der ursprüngliche Zusatz wurde völlig gestrichen und die Zeitschrift erschien in der Folge als Die Hausfrau. Organ für die gesamten Frauen-Interessen sowie der Mitglieder des Ersten Wiener Consum-Verein.
Die Zeitschrift wurde zunächst bis Jänner 1878 von S. Popper herausgegeben und verlegt, danach trat Julius Popper als Herausgeber und Verleger auf. Als Redakteur fungierte bis zum 30. August 1878 Victor Léon, zwischen September 1877 und März 1879 war Johann Ponschab verantwortlicher Redakteur, zwischen April 1879 und Dezember 1884 übernahm H. Gallos diese Rolle. Gedruckt wurde die Zeitschrift von der Genossenschafts-Buchdruckerei. Die letzte Ausgabe der Hausfrau erschien im Dezember 1884, danach ging Die Hausfrau in der Illustrirten Hausfrauen-Zeitung auf.